# 283 (عدد)
283 مائتان وثلاثةٌ وثمانون هو عدد صحيح  طبيعي أولي بين 282 و284

## خصائص
- عدد أولي قواسمه 1، 283
- عدد فردي